# لاکهید مدل ۸ سیریوس
لاکهید مدل ۸ سیریوس (به انگلیسی: Lockheed Model 8 Sirius) یک هواگرد ساختِ کارخانهٔ لاکهید کورپوریشن در کشور ایالات متحده آمریکا است . این هواگرد برای نخستین بار در ۱۹۲۹ میلادی مورد استفاده قرار گرفت.